# 白木原站

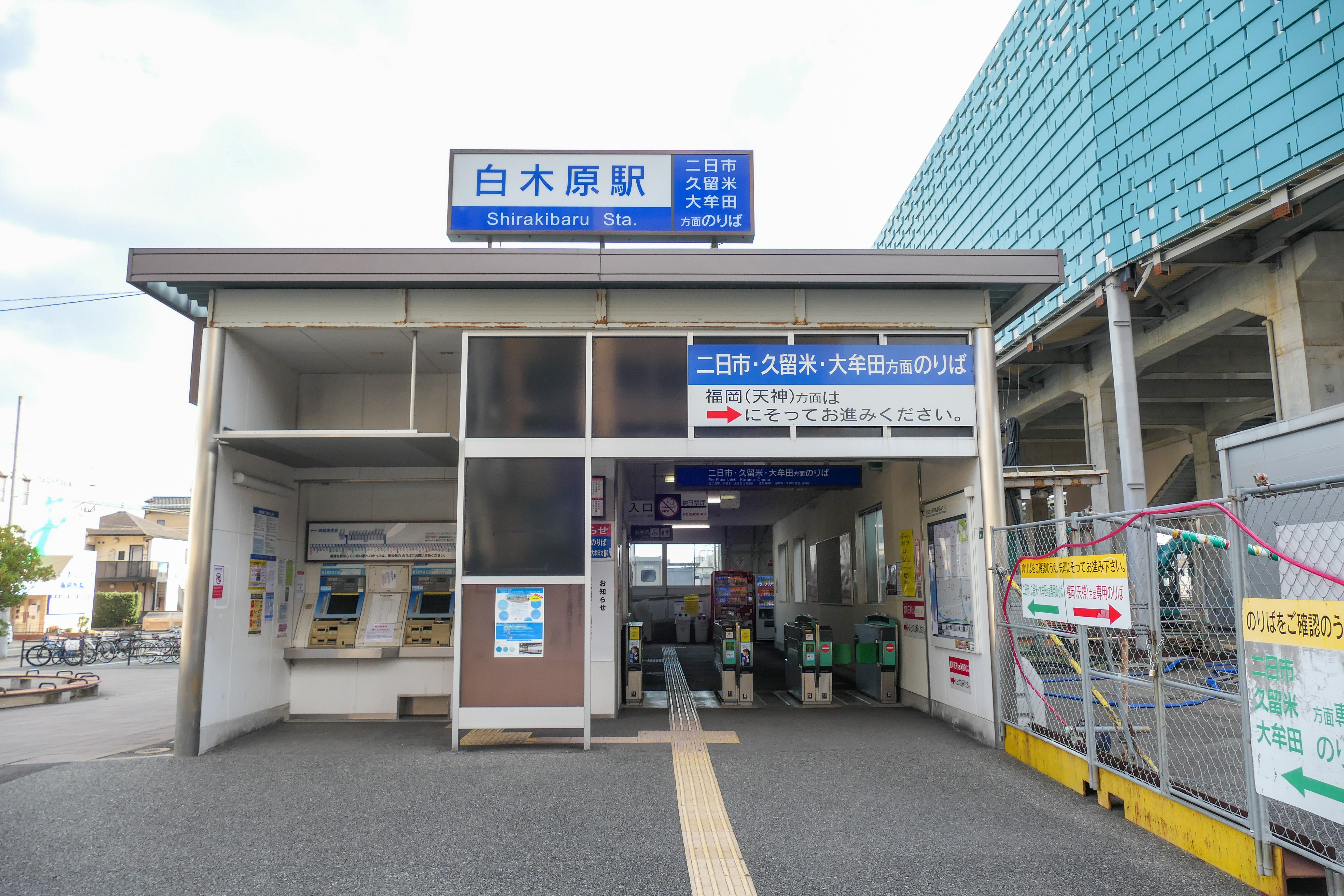
臨時東口(2022年12月)

白木原站（日语：／ Shirakibaru eki */?）是位於福岡縣大野城市白木原一丁目，西日本鐵道（西鐵）的天神大牟田線車站。車站編號為T10。

## 歷史
- 1946年（昭和21年） - 此站啟用，當時為臨時車站[1]
- 1950年（昭和25年）5月6日 - 升級至常設車站[1][2]。
- 1964年（昭和39年）9月 - 車站大樓翻新。
- 2003年（平成13年） - 車站西邊進行重建，迴旋路落成。大野城市社區巴士「小圓號（日语：まどか号）」駛入該迴旋路。
- 2007年（平成19年）3月1日 - 東出口和西出口的預製件臨時車站大樓開始使用。原本在西邊的車站大樓拆毀，上行線月台和下行線月台之間的站內平交道停用。現時不可相互前往對面月台。
- 2008年（平成20年）5月18日 - 此站開始可以使用IC卡nimoca。
- 2017年（平成29年）2月1日 - 此站引入車站編號[3]。
- 2022年（令和4年）8月尾 - 預定高架化[4]。西鐵一方在2019年10月尾改變工期前[5]，預計在2021年3月高架化[4]。
- 2024年（令和6年）5月尾 - 預計工程完成[6]。

## 車站構造
車站是一座地面車站，設有2面2線的相對式月台。在2007年2月前，此站是筑紫站以北唯一設有站內平交道的車站。

### 月台
| 月台 | 路線          | 上下行 | 方向                                     |
| ---- | ------------- | ------ | ---------------------------------------- |
| 1    | ■天神大牟田線 | 下行   | 二日市、太宰府、久留米、柳川、大牟田方向 |
| 2    | ■天神大牟田線 | 上行   | 福岡（天神）方向                         |

## 使用狀況
在2019年度，1日平均上下車人次為9,814人。在西鐵車站中排名第17位。
以下為各年度1日平均乘車和上下車人次列表。
| 年度   | 1日平均 乘車人次 | 1日平均 上下車人次 |
| ------ | ---------------- | ------------------ |
| 1996年 | 5,184            | 10,263             |
| 1997年 | 5,107            | 10,099             |
| 1998年 | 4,885            | 9,644              |
| 1999年 | 4,710            | 9,298              |
| 2000年 | 4,649            | 9,159              |
| 2001年 | 4,493            | 8,888              |
| 2002年 | 4,412            | 8,671              |
| 2003年 | 4,527            | 8,850              |
| 2004年 | 4,425            | 8,611              |
| 2005年 | 4,421            | 8,800              |
| 2006年 | 4,428            | 8,877              |
| 2007年 | 4,350            | 8,710              |
| 2008年 | 4,400            | 8,833              |
| 2009年 | 4,321            | 8,658              |
| 2010年 | 4,393            | 8,814              |
| 2011年 | 4,362            | 8,743              |
| 2012年 | 4,367            | 8,772              |
| 2013年 | 4,523            | 9,094              |
| 2014年 | 4,493            | 8,986              |
| 2015年 | 4,566            | 9,127              |
| 2016年 | 4,605            | 9,199              |
| 2017年 | 4,742            | 9,456              |
| 2018年 | 4,797            | 9,581              |
| 2019年 |                  | 9,814              |

## 車站周邊
- 大野城市立大野中學（日语：大野城市立大野中学校）
- 大野城市立大野小學（日语：大野城市立大野小学校）
- 白木原公民館
- Sunny（日语：サニー (スーパーマーケット)）白木原店
- 筑紫綜合廳舍
- 筑前大野郵局
- 福岡縣立春日高等學校（日语：福岡県立春日高等学校）
- JR鹿兒島本線大野城站
- 九州大學筑紫校園
- 春日公園（日语：福岡県営春日公園）
- 水城蹟
- 瓦田地綠神社

## 巴士路線
大野城市社區巴士「小圓號」
- ■3　大城路線
  - 瑞穗町→小圓子（日语：まどかぴあ図書館）→落合橋→御笠川3丁目→太宰府交匯處（日语：太宰府インターチェンジ）入口→大城3丁目→大城小學（日语：大野城市立大城小学校）→綜合公園入口→水城丘入口→大城5丁目→大城4丁目→釜蓋→太宰府交匯處入口→御笠川3丁目→落合橋→小圓子→瑞穗町→西鐵白木原站→JR大野城站

## 相鄰車站
西日本鐵道
■天神大牟田線
■特急、■急行
通過
■普通
春日原（T09）－白木原（T10）－下大利（T11）

## 注腳
1. 1 2  《日本鉄道旅行地図帳 12号 九州》 P.38
2. ↑  にしてつニュース 駅前名物を探せ！ 2010年5月号[]（日語）
3. ↑   (PDF). 西日本鐵道. 2017-01-24  [2017年3月20日]. （原始内容存档 (PDF)于2020-07-28） （日语）.
4. 1 2  れんりつニュース 第7号 令和2年度版PDF（日語） - 福岡市，2020年9月2日參閲。
5. ↑  西鉄天神大牟田線（春日原 - 下大利）連続立体交差事業計画検証委員会についてPDF - 福岡県那珂県土整備事務所、2020年9月2日閲覧。
6. ↑  西鉄天神大牟田線（春日原 - 下大利）連続立体交差事業計画検証委員会についてPDF（日語） - 福岡県那珂県土整備事務所、2020年5月8日閲覧。
7. ↑  . 西日本鉄道株式会社.   [2021-01-14]. （原始内容存档于2021-01-29） （日语）.
8. ↑  福岡市統計書 （運輸・通信） 私鐵各站上下車人次

## 外部連結
- 白木原站（西鐵沿線web） （页面存档备份，存于）（日語）